# Giovanni Pierluigi da Palestrina
Giovanni Pierluigi da Palestrina (k. 1525 - 2 tháng 2 năm 1594)  là nhà soạn nhạc thời Phục hưng người Ý về nhạc thánh và là đại diện nổi tiếng nhất thế kỷ 16 của Trường phái sáng tác âm nhạc La Mã. Ông có ảnh hưởng lâu dài đến sự phát triển của âm nhạc nhà thờ và âm nhạc thế tục ở châu Âu, đặc biệt là sự phát triển của đối âm, và tác phẩm của ông được coi là đỉnh cao của đa âm thời Phục hưng.

## Cuộc đời và sự nghiệp
Palestrina sinh ra ở thị trấn Palestrina, gần Rome, sau đó là một phần của các Quốc gia Giáo hoàng cho cha mẹ là người Neapolitan, Santo và Palma Pierluigi, vào năm 1525, có thể vào ngày 3 tháng Hai. Mẹ của ông qua đời vào ngày 16 tháng 1 năm 1536, khi Palestrina mới 10 tuổi. Các tài liệu cho rằng ông đến thăm Rôma lần đầu tiên vào năm 1537, khi ông được xếp vào danh sách người hợp xướng tại Vương cung thánh đường Santa Maria Maggiore, Nhà thờ chính tòa của Giáo phận Rôma. Ông đã học với Robin Mallapert và Firmin Lebel và đã dành phần lớn sự nghiệp của mình ở thành phố này.
Palestrina đã trưởng thành như một nhạc sĩ dưới ảnh hưởng của phong cách đa âm Bắc Âu, chủ yếu do sự thống trị của nó ở Ý bởi hai nhà soạn nhạc người Hà Lan có ảnh hưởng, Guillaume Dufay và Josquin des Prez, những người đã dành phần quan trọng trong sự nghiệp của họ ở đó. Bản thân nước Ý vẫn chưa tạo ra được bất kỳ ai nổi tiếng hoặc có kỹ năng tương đương về phức điệu.
Từ năm 1544 đến năm 1551, Palestrina là người chơi piano của Nhà thờ Thánh Agapito, nhà thờ chính của thành phố quê hương ông. Năm 1551, Giáo hoàng Julius III (trước đây là Giám mục của Palestrina) đã bổ nhiệm Palestrina maestro di cappella hoặc giám đốc âm nhạc của Cappella Giulia, (Nhà nguyện Julian, theo nghĩa là ca đoàn), dàn hợp xướng của chương các giáo luật tại Vương cung thánh đường Thánh Peter. Palestrina dành tặng cho Julius III những tác phẩm được xuất bản đầu tiên của ông (1554), một cuốn sách về Thánh lễ. Đây là cuốn sách đầu tiên về Thánh lễ của một nhà soạn nhạc bản xứ, vì ở các bang của Ý vào thời Palestrina, hầu hết các nhà soạn nhạc thánh đều đến từ các nước Vùng thấp, Pháp hoặc Tây Ban Nha. Trên thực tế, cuốn sách được Cristóbal de Morales làm mẫu: bức khắc gỗ ở phía trước gần như là bản sao chính xác của bức tranh trong cuốn sách của nhà soạn nhạc người Tây Ban Nha.

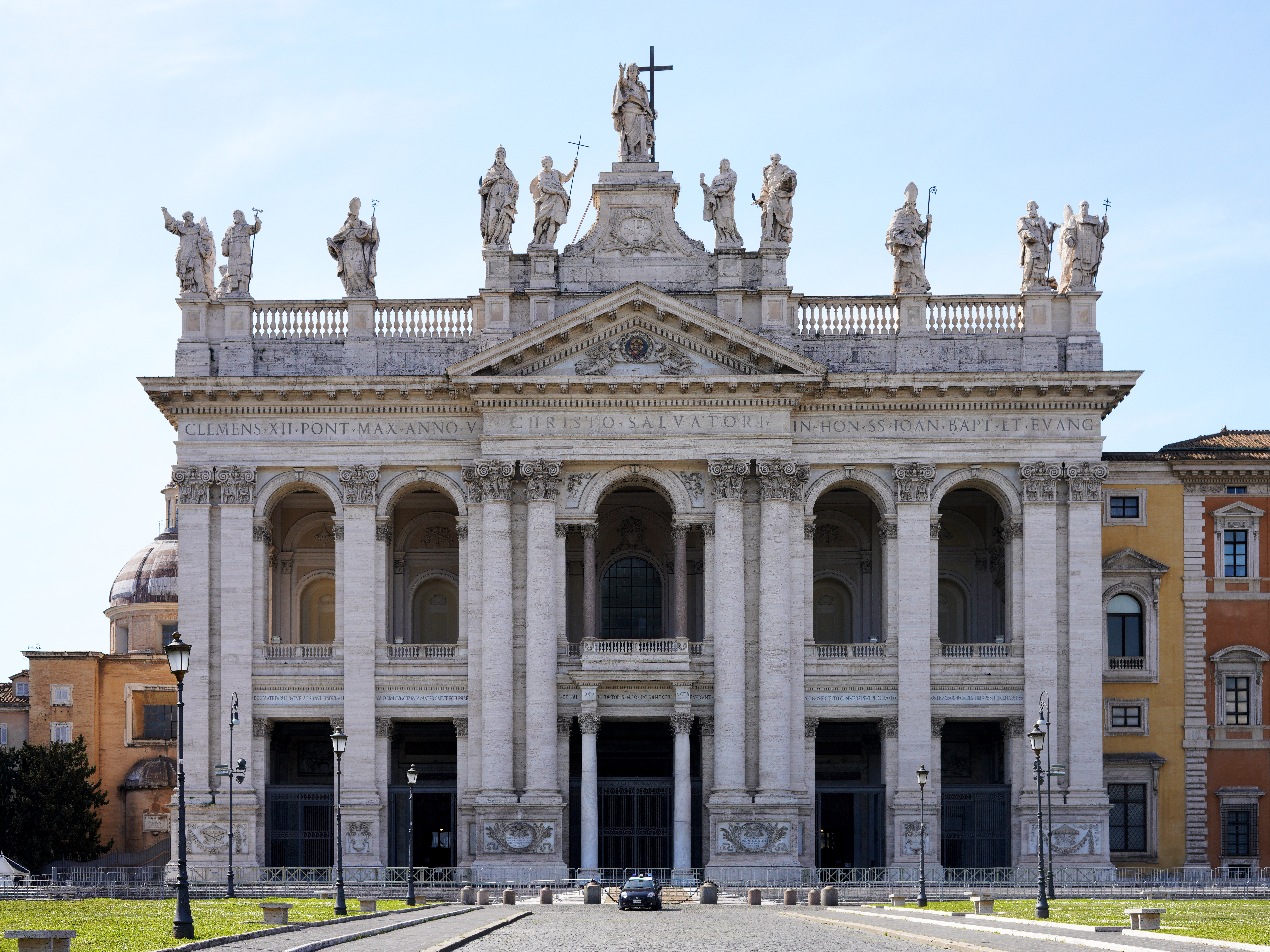
Mặt tiền của Tổng lãnh vương cung thánh đường Thánh Gioan Latêranô, Roma, nơi Palestrina là giám đốc âm nhạc

Trong thập kỷ tiếp theo, Palestrina giữ các vị trí tương tự như việc bổ nhiệm Nhà nguyện Julian của ông tại các nhà nguyện và nhà thờ khác ở Rome, đặc biệt là Thánh John Lateran (1555–1560, một chức vụ trước đây do Lassus đảm nhiệm) và Santa Maria Maggiore (1561–1566). Năm 1571, ông trở lại Nhà nguyện Julian và ở lại St Peter's cho đến cuối đời. Thập niên của những năm 1570 thật khó khăn đối với cá nhân ông: ông mất anh trai, hai người con trai và vợ của mình trong ba đợt bùng phát bệnh dịch riêng biệt (lần lượt là 1572, 1575 và 1580). Palestrina dường như đã tính đến việc trở thành một linh mục vào thời điểm này, nhưng thay vào đó ông tái hôn, lần này là với một góa phụ giàu có. Điều này cuối cùng đã mang lại cho ông sự độc lập về tài chính (ông không được trả lương cao khi làm nhạc trưởng) và ông có thể sáng tác sung mãn cho đến khi qua đời.
Ông mất tại Rome vì bệnh viêm màng phổi vào ngày 2 tháng 2 năm 1594. Người ta nói rằng Palestrina qua đời chỉ một ngày trước sinh nhật lần thứ 69 của mình. Như thường lệ, Palestrina được chôn vào cùng ngày ông qua đời, trong một chiếc quan tài đơn sơ với một tấm chì trên đó có ghi Libera me Domine. Một bài thánh vịnh năm phần dành cho ba ca đoàn đã được hát trong đám tang. Tang lễ của Palestrina được tổ chức tại nhà thờ St. Peter's, và ông được chôn cất bên dưới sàn nhà thờ. Lăng mộ của ông sau đó được đè lên nhiều lần do việc xây dựng mới và những nỗ lực để xác định vị trí địa điểm này đã không thành công.

## Âm nhạc
Palestrina sáng tác hàng trăm tác phẩm, trong đó có 105 bản nhạc misa, 68 offertories, ít nhất 140 madrigals và hơn 300 motet. Bên cạnh đó, có ít nhất 72 bài thánh ca, 35 Kinh Ngợi Khen, 11 litany, và bốn hoặc năm bộ lamentation. Giai điệu Gloria từ Magnificat Tertii Toni (1591) của Palestrina ngày nay được sử dụng rộng rãi trong giai điệu thánh ca phục sinh, Victory (The Strife Is O'er).
Thái độ của ông đối với madrigal có phần bí ẩn: trong khi trong lời tựa cho tuyển tập ca khúc Canticum canticorum (Bài ca) (1584), ông đã từ bỏ việc in sách, chỉ hai năm sau ông đã in lại cuốn II về các bản nhạc madrigals của ông (một số trong số này là một trong những tác phẩm tốt nhất). Ông chỉ xuất bản hai bộ sưu tập các madrigals với các các sách thế tục, một vào năm 1555 và một vào năm 1586. Hai bộ sưu tập khác là những madrigal mang tính tâm linh, một thể loại được những người ủng hộ Cuộc cải cách phản đối yêu thích.
Các bản mass (mixa) của Palestrina cho thấy phong cách sáng tác của ông đã phát triển như thế nào theo thời gian. Đề cử Missa sine của ông dường như đặc biệt thu hút Johann Sebastian Bach, người đã nghiên cứu và thực hiện nó trong khi viết Thánh lễ giọng Si thứ. Hầu hết các bản nhạc mass của Palestrina xuất hiện trong mười ba tập in từ năm 1554 đến năm 1601, bảy bản nhạc cuối cùng được xuất bản sau khi ông qua đời.

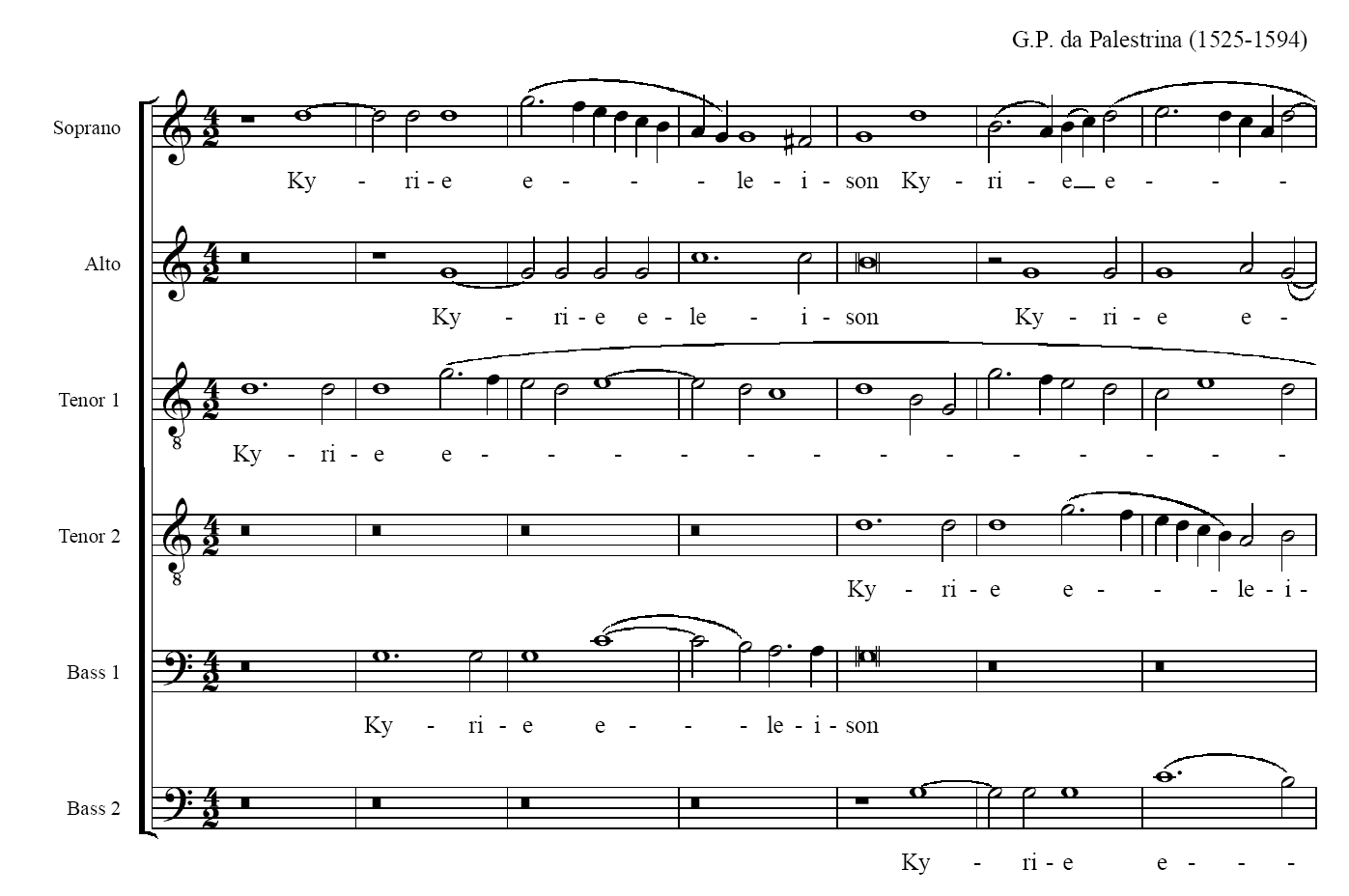
Thánh lễ Giáo hoàng Marcellus - Kyrie

Một trong những tác phẩm quan trọng nhất của ông, Missa Papae Marcelli (Thánh lễ Giáo hoàng Marcellus), đã được lịch sử gắn liền với những thông tin sai lầm liên quan đến Công đồng Trent. Theo câu chuyện này (là nền tảng cho vở opera Palestrina của Hans Pfitzner), nó được sáng tác để thuyết phục Hội đồng Trent rằng một lệnh cấm hà khắc đối với việc xử lý đa âm của văn bản trong nhạc thánh (ngược lại, nghĩa là, một cách xử lý từ đồng âm dễ hiểu trực tiếp hơn) là không cần thiết. Tuy nhiên, những nghiên cứu gần đây hơn cho thấy rằng thánh lễ này trên thực tế đã được soạn trước khi các vị hồng y được triệu tập để thảo luận về lệnh cấm (có thể nhiều như 10 năm trước). Dữ liệu lịch sử chỉ ra rằng Hội đồng Trent, với tư cách là một cơ quan chính thức, chưa bao giờ thực sự cấm bất kỳ âm nhạc nhà thờ nào và không đưa ra bất kỳ phán quyết hoặc tuyên bố chính thức nào về chủ đề này. Những câu chuyện này bắt nguồn từ quan điểm không chính thức của một số người tham dự Hội đồng, những người đã thảo luận ý tưởng của họ với những người không nắm rõ về các cuộc thảo luận của Hội đồng. Những ý kiến và tin đồn đó, trong nhiều thế kỷ, đã được chuyển hóa thành các tài khoản hư cấu, được in ra và thường được giảng dạy không chính xác như sự thật lịch sử. Trong khi các động cơ sáng tác của Palestrina không được biết đến, có thể ông đã khá ý thức về nhu cầu của văn bản dễ hiểu; tuy nhiên, điều này không phù hợp với bất kỳ học thuyết nào về Phản cải cách, bởi vì không có học thuyết nào như vậy tồn tại. Phong cách đặc trưng của ông vẫn nhất quán từ những năm 1560 cho đến cuối đời. Giả thuyết của Roche cho rằng cách tiếp cận dường như không nhiệt tình của Palestrina đối với các văn bản biểu cảm hoặc giàu cảm xúc có thể là do ông phải tạo ra nhiều thứ theo thứ tự, hoặc từ một quyết định có chủ ý rằng mọi cường độ biểu đạt đều không phù hợp trong âm nhạc nhà thờ, phản ánh kỳ vọng hiện đại về tự do biểu đạt và đánh giá thấp mức độ mà tâm trạng của các thiết lập của Palestrina được điều chỉnh cho phù hợp với các dịp phụng vụ mà các văn bản được thiết lập, hơn là ý nghĩa từng dòng của văn bản, và phụ thuộc vào các ký tự đặc biệt của các chế độ nhà thờ và các biến thể trong giọng hát. phân nhóm để có tác dụng biểu cảm. Thực hiện các ấn bản và bản ghi âm của Palestrina có xu hướng ưu tiên các tác phẩm của ông ở các chế độ quen thuộc hơn và lồng tiếng tiêu chuẩn (SATB), ít thể hiện sự đa dạng biểu cảm trong các thiết lập của ông khi sáng tác.
Có hai ấn bản toàn diện về các tác phẩm của Palestrina: ấn bản 33 tập do Breitkopf và Härtel xuất bản ở Leipzig Đức từ năm 1862 đến năm 1894 do Franz Xaver Haberl biên tập, và ấn bản 34 tập được xuất bản vào giữa thế kỷ 20, bởi Fratelli Scalera, ở Rome, Ý do R. Casimiri và những người khác biên tập.

## Phong cách sáng tác
Một trong những điểm nổi bật trong âm nhạc của Palestrina là ông đưa các nốt bất thường nghịch tai vào những nhịp "yếu". Điều này tạo ra một loại phức âm mượt mà hơn và nhiều phụ âm hơn, hiện được coi là đặc trưng của âm nhạc cuối thời Phục hưng, giúp Palestrina trở thành nhà soạn nhạc hàng đầu của châu Âu (cùng với Orlando và Victoria) sau sự đánh giá của Josquin des Prez (mất năm 1521).
"Phong cách Palestrina" được dạy trong các khóa học đại học bao gồm Renaissance đối âm thường được dựa trên hệ thống hóa bởi nhà soạn nhạc thế kỷ 18 và nhà lý luận Johann Joseph Fux, xuất bản như Gradus ad Parnassum (Bước đến Parnassus, 1725). Lấy Palestrina làm mô hình của mình, Fux chia đối âm thành năm loài (do đó có thuật ngữ " đối âm loài "), được thiết kế như các bài tập cho sinh viên, triển khai các kết hợp nhịp điệu dần dần phức tạp hơn của các giọng trong khi tuân thủ các yêu cầu nghiêm ngặt về hài hòa và giai điệu. Phương pháp này đã được áp dụng rộng rãi và là cơ sở chính của đào tạo đối âm trong thế kỷ 19, nhưng Fux đã giới thiệu một số đơn giản hóa với phong cách Palestrina, đặc biệt là việc sử dụng bắt buộc của một firmus cantus trong semibreves, được điều chỉnh bởi các tác giả sau như Knud Jeppesen và RO Morris. Âm nhạc của Palestrina tuân theo nhiều cách với các quy tắc của Fux, đặc biệt là ở loài thứ năm nhưng không phù hợp với định dạng sư phạm của ông.
Sự hiểu biết chính, rằng phong cách đa âm "thuần túy" mà Palestrina đạt được tuân theo một tập hợp bất biến của các yêu cầu về kiểu dáng và tổ hợp, là chính đáng. Sách hướng dẫn của Fux đã được chứng thực bởi JS Bach cùng thời của ông, người đã tự mình hòa âm hai trong số các bản nhạc mixa của Palestrina để biểu diễn.
Theo Fux, Palestrina đã thiết lập và tuân theo các hướng dẫn cơ bản sau:
- Dòng chảy của âm nhạc là linh động, không cứng nhắc hay tĩnh.
- Giai điệu nên có một vài bước nhảy giữa các nốt. (Jeppesen: "Đường nét là điểm khởi đầu của phong cách Palestrina".) [10]
- Nếu một bước nhảy xảy ra, nó phải nhỏ và phản ngay lập tức bằng chuyển động từng bước theo hướng ngược lại.
- Sự bất hòa được giới hạn ở những khoảng ngừng, những nốt chuyền và những nhịp yếu. Nếu một người rơi vào một nhịp đập mạnh (đang tạm dừng), nó phải được giải quyết ngay lập tức.

Fux bỏ qua việc đề cập đến cách thức mà giai điệu âm nhạc của Palestrina tuân theo cú pháp của các câu mà anh ta đã đặt cho âm nhạc, một điều không phải lúc nào cũng được các nhà soạn nhạc trước đó quan sát thấy. Cũng cần chú ý ở Palestrina là rất nhiều tông màu sơn. Ví dụ tiểu này đang giảm dần chuyển động âm nhạc với các từ tiếng Latin như descendit (xuống) hoặc một khoảnh khắc âm nhạc hoặc cadential tĩnh với dòng chữ de coelis (từ trời).

## Danh tiếng

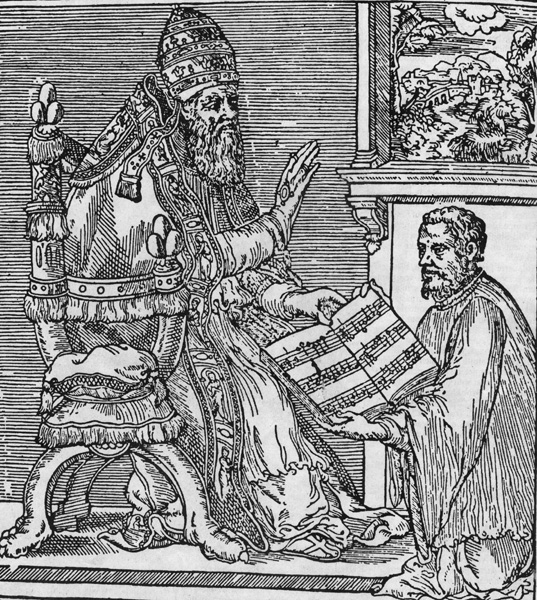
Palestrina dâng nhạc mixa cho Giáo hoàng Giuliô III, 1554

Palestrina cực kỳ nổi tiếng vào thời của ông, và danh tiếng và ảnh hưởng của ông càng tăng sau khi ông qua đời. JS Bach đã nghiên cứu và sao chép thủ công cuốn sách đầu tiên của Palestrina về Thánh lễ, và vào năm 1742, ông đã viết cuốn sách phỏng theo Kyrie và Gloria của Missa sine sinome.  Felix Mendelssohn đã xếp ông vào danh sách những nhạc sĩ vĩ đại nhất, khi viết, "Tôi luôn bực bội khi một số ca ngợi chỉ Beethoven, những người khác chỉ Palestrina và những người khác chỉ Mozart hoặc Bach. Tôi nói tất cả bốn người trong số họ, hoặc không có ai cả. ".
Âm nhạc bảo thủ của trường phái La Mã tiếp tục được viết theo phong cách của Palestrina (vào thế kỷ 17 được gọi là prima pratica) bởi những học sinh của ông như Giovanni Maria Nanino, Ruggiero Giovanelli, Arcangelo Crivelli, Teofilo Gargari, Francesco Soriano, và Gregorio Allegri. Cho đến cuối những năm 1750, phong cách của Palestrina vẫn là tài liệu tham khảo cho các nhà soạn nhạc làm việc theo hình thức motet, có thể thấy tác phẩm Sei Antifones 'của Francesco Barsanti ' theo phong cách của Palestrina '(khoảng năm 1750; được xuất bản bởi [Peter] Welcker, năm 1762).
Nhiều nghiên cứu về Palestrina đã được thực hiện vào thế kỷ 19 bởi Giuseppe Baini, người đã xuất bản một chuyên khảo vào năm 1828 đã làm cho Palestrina nổi tiếng trở lại và củng cố truyền thuyết vốn đã tồn tại rằng ông là "Vị cứu tinh của Âm nhạc Nhà thờ" trong quá trình cải cách của Hội đồng Trent.
Học thuật thế kỷ 20 và 21 nói chung vẫn giữ quan điểm rằng Palestrina là một nhà soạn nhạc mạnh mẽ và tinh tế, người có âm nhạc đại diện cho đỉnh cao của sự hoàn hảo về kỹ thuật. Phân tích đương đại làm nổi bật những phẩm chất hiện đại trong các sáng tác của Palestrina như nghiên cứu màu sắc và độ âm, sử dụng nhóm âm trong bối cảnh quy mô lớn, quan tâm đến tổ chức dọc cũng như ngang, nghiên cứu sự chú ý đến thiết lập văn bản. Những đặc điểm độc đáo này, cùng với khả năng giao hàng dễ dàng và "sự khác biệt" không thể xác định, đã tạo nên sức hút cho tác phẩm của Palestrina cho đến ngày nay.

## Phim ảnh
Năm 2009, một bộ phim về nhà soạn nhạc này đã đài truyền hình Đức ZDF / Arte được sản xuất với tên phim là Palestrina - Prince of Music, do Georg Brintrup đạo diễn.